# Ambasciatore d'Italia in Austria

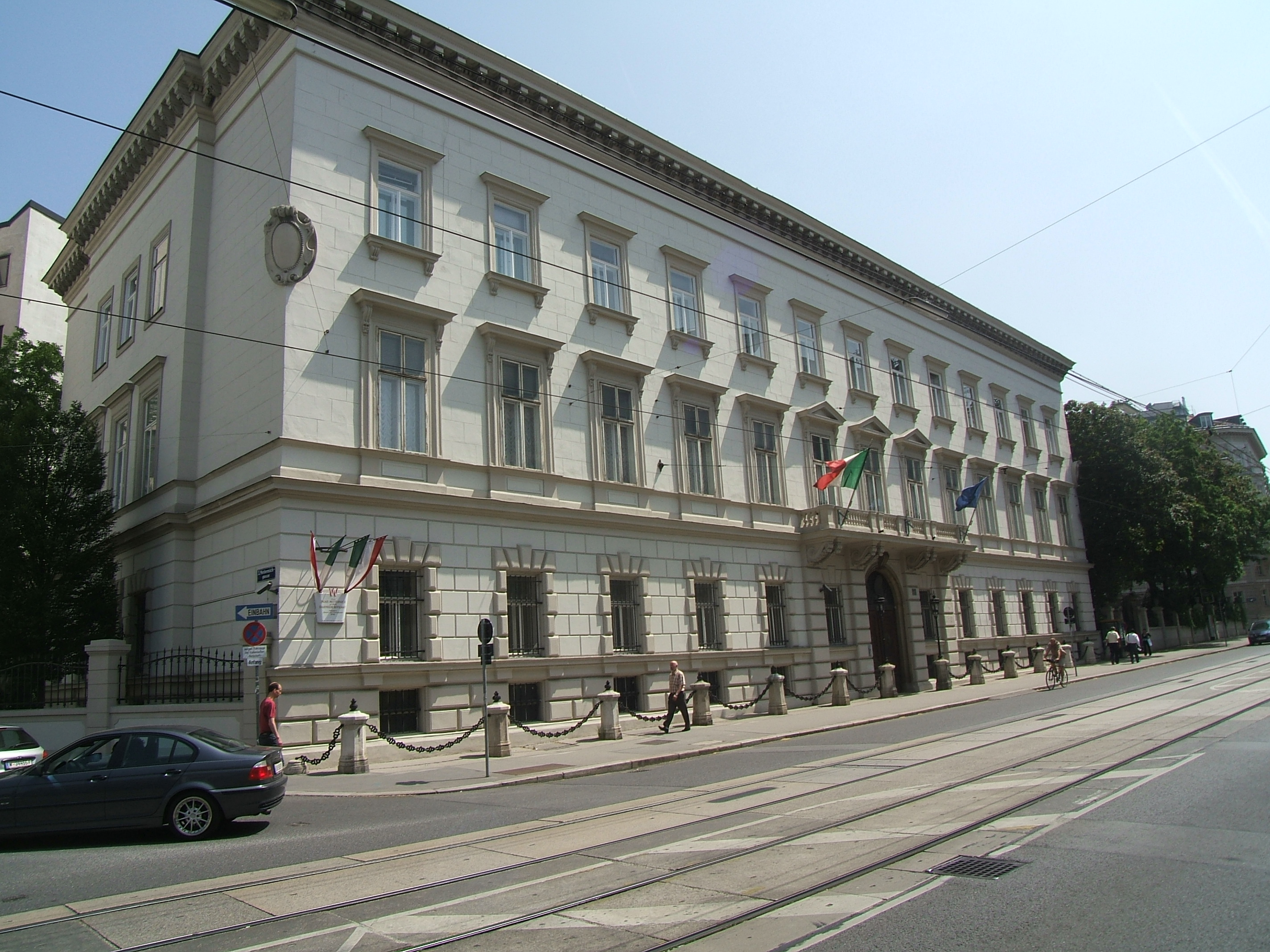
Il Palazzo Metternich, sede dell'Ambasciata d'Italia in Austria, a Vienna.

L'ambasciatore d'Italia in Austria (in tedesco, Italienischer Botschafter in Österreich) è il capo della missione diplomatica della Repubblica Italiana nella Repubblica d'Austria.

## Storia
Le relazioni diplomatiche tra i due stati nascono in seguito all'unità d'Italia del 1861, quando il neonato regno stabilisce i primi contatti diplomatici con il vicino impero, nemico nel corso del processo unitario. In precedenza le relazioni erano gestite dall'ambasciatore sardo in Austria.
Già nel 1866 Gaetano Monroy Ventimiglia di Pandolfina fu inviato a Vienna come incaricato d'affari dal governo La Marmora II; si trattenne poi fino al 1887. Il primo capo missione fu Giulio Camillo De Barral de Monteauvrand, con il rango di "inviato straordinario e ministro plenipotenziario con lettere credenziali", accreditato dall'imperatore Francesco Giuseppe il 27 gennaio 1867. Il grado di Ambasciatore venne assegnato solo nel 1876, con la nomina di Carlo Felice Nicolis, conte di Robilant, dal 1871 già ministro plenipotenziario presso la stessa ambasciata.
La prima sede dell'ambasciata fu stabilita a Palazzo Pálffy, a Vienna. Successivamente, nel 1910, questa venne spostata a Palazzo Metternich, quando il governo italiano lo acquistò dai tutori del principe Klemens von Metternich (questi morto nel 1859), a seguito dei dissesti economici del diplomatico austriaco.
Dal 1 ottobre 2021 l'ambasciatore d'Italia in Austria è Stefano Beltrame.

## Lista degli ambasciatori
Quella che segue è una lista degli capi missione italiani in Austria.
| Nomina                           | Titolo                                                                            | Capo missione                            | Sede      | Nominato dal governo   | Accreditato da                 | Note                  |
| -------------------------------- | --------------------------------------------------------------------------------- | ---------------------------------------- | --------- | ---------------------- | ------------------------------ | --------------------- |
| Impero austro-ungarico           |                                                                                   |                                          |           |                        |                                |                       |
| 27 gennaio 1867                  | Inv. Str. e Min. Plenip. con L.C.                                                 | Giulio Camillo De Barral de Monteauvrand | Vienna    | Governo Ricasoli II    | Francesco Giuseppe I d'Austria | Primo capo missione   |
| 12 marzo 1868                    | Inv. Str. e Min. Plenip. con L.C.                                                 | Gioacchino Napoleone Pepoli              | Vienna    | Governo Menabrea II    | Francesco Giuseppe I d'Austria |                       |
| 24 agosto 1870                   | Inv. Str. e Min. Plenip. con L.C.                                                 | Marco Minghetti                          | Vienna    | Governo Lanza          | Francesco Giuseppe I d'Austria |                       |
| 25 giugno 1871                   | Inv. Str. e Min. Plenip. con L.C. Amb. Str. e Plenip. con L.C. dal 17 giugno 1876 | Carlo Felice Nicolis, conte di Robilant  | Vienna    | Governo Lanza          | Francesco Giuseppe I d'Austria |                       |
| 23 novembre 1885                 | Amb. Str. e Plenip. con L.C.                                                      | Costantino Nigra                         | Vienna    | Governo Depretis VII   | Francesco Giuseppe I d'Austria |                       |
| 11 febbraio 1904                 | Amb. Str. e Plenip. con L.C.                                                      | Giuseppe Avarna                          | Vienna    | Governo Giolitti II    | Francesco Giuseppe I d'Austria |                       |
| Prima Repubblica austriaca       |                                                                                   |                                          |           |                        |                                |                       |
| 6 ottobre 1919                   | Inv. Str. e Min. Plenip. con L.C.                                                 | Pietro Tomasi Della Torretta             | Vienna    | Governo Nitti I        | Karl Renner                    |                       |
| 6 ottobre 1921                   | Inv. Str. e Min. Plenip. con L.C.                                                 | Luca Orsini Baroni                       | Vienna    | Governo Bonomi I       | Michael Mayr                   |                       |
| 28 febbraio 1924                 | Inv. Str. e Min. Plenip. con L.C.                                                 | Antonio Chiaramonte Bordonaro            | Vienna    | Governo Mussolini      | Rudolf Ramek                   |                       |
| 8 luglio 1926                    | Inv. Str. e Min. Plenip. con L.C.                                                 | Giacinto Auriti                          | Vienna    | Governo Mussolini      | Ignaz Seipel                   |                       |
| 27 ottobre 1932                  | Inv. Str. e Min. Plenip. con L.C.                                                 | Gabriele Preziosi                        | Vienna    | Governo Mussolini      | Karl Buresch                   |                       |
| 7 agosto 1936                    | Inv. Str. e Min. Plenip. con L.C.                                                 | Francesco Salata                         | Vienna    | Governo Mussolini      | Kurt Schuschnigg               |                       |
| 27 ottobre 1937                  | Inv. Str. e Min. Plenip. con L.C.                                                 | Pellegrino Chigi                         | Vienna    | Governo Mussolini      | Kurt Schuschnigg               |                       |
| Occupazione alleata dell'Austria |                                                                                   |                                          |           |                        |                                |                       |
| 1945                             |                                                                                   | Enrico Anzilotti                         | Vienna    | Governo Parri          | Leopold Figl                   |                       |
| 1952                             |                                                                                   | Mario Paulucci                           | Innsbruck | Governo De Gasperi VII | Julius Raab                    |                       |
| Seconda Repubblica austriaca     |                                                                                   |                                          |           |                        |                                |                       |
| 1955                             | Ambasciatore con L.C.                                                             | Angelino Corrias                         | Vienna    | Governo Scelba         | Julius Raab                    |                       |
| 1958                             | Ambasciatore con L.C.                                                             | Gastone Guidotti                         | Vienna    | Governo Zoli           | Alfons Gorbach                 | Fino al 1961          |
| 1961                             | Ambasciatore con L.C.                                                             | Enrico Martino                           | Vienna    | ?                      | ?                              |                       |
| 1967                             | Ambasciatore con L.C.                                                             | Roberto Ducci                            | Vienna    | Governo Moro III       | Josef Klaus                    | Fino al febbraio 1970 |
| febbraio 1970                    | Ambasciatore con L.C.                                                             | Enrico Aillaud                           | Vienna    | Governo Rumor II       | Bruno Kreisky                  |                       |
| 1974                             | Ambasciatore con L.C.                                                             | Andrea Cagiati                           | Vienna    | Governo Rumor IV       | Bruno Kreisky                  |                       |
| 1980                             | Ambasciatore con L.C.                                                             | Fausto Bacchetti                         | Vienna    | Governo Cossiga I      | Bruno Kreisky                  | Fino al 1982          |
| 1983                             | Ambasciatore con L.C.                                                             | Girolamo Nisio                           | Vienna    | Governo Fanfani V      | Fred Sinowatz                  |                       |
| 1987                             | Ambasciatore con L.C.                                                             | Alessandro Quaroni                       | Vienna    | Governo Fanfani VI     | Fred Sinowatz                  |                       |
| 1992                             | Ambasciatore con L.C.                                                             | Alessandro Grafini                       | Vienna    | Governo Amato I        | Franz Vranitzky                |                       |
| 2 febbraio 1995                  | Ambasciatore con L.C.                                                             | Joseph Nitti                             | Vienna    | Governo Dini           | Franz Vranitzky                | [ 4 ]                 |
| 13 gennaio 2000                  | Ambasciatore con L.C.                                                             | Pier Luigi Rachele                       | Vienna    | Governo Amato II       | Wolfgang Schüssel              |                       |
| 12 aprile 2003                   | Ambasciatore con L.C.                                                             | Raffaele Berlenghi                       | Vienna    | Governo Berlusconi II  | Alfred Gusenbauer              |                       |
| 28 aprile 2007                   | Ambasciatore con L.C.                                                             | Massimo Spinetti                         | Vienna    | Governo Prodi II       | Alfred Gusenbauer              |                       |
| 15 luglio 2010                   | Ambasciatore con L.C.                                                             | Eugenio d'Auria                          | Vienna    | Governo Berlusconi IV  | Werner Faymann                 |                       |
| 24 maggio 2013                   | Ambasciatore con L.C.                                                             | Giorgio Marrapodi                        | Vienna    | Governo Letta          | Werner Faymann                 | [ 5 ]                 |
| 11 luglio 2017                   | Ambasciatore con L.C.                                                             | Sergio Barbanti                          | Vienna    | Governo Gentiloni      | Christian Kern                 |                       |
| 1 ottobre 2021                   | Ambasciatore con L.C.                                                             | Stefano Beltrame                         | Vienna    | Governo Draghi         | Sebastian Kurz                 |                       |
| 23 gennaio 2024                  | Ambasciatore con L.C.                                                             | Giovanni Pugliese                        | Vienna    | Governo Meloni         | Karl Nehammer                  |                       |

## Altre sedi diplomatiche d'Italia in Austria
Oltre l'ambasciata a Vienna, esiste un'estesa rete consolare della repubblica italiana nel territorio austriaco:
| Tipologia                   | Sede       | Note |
| --------------------------- | ---------- | ---- |
| Consolato Onorario d'Italia | Bregenz    |      |
| Consolato Onorario d'Italia | Graz       |      |
| Consolato Onorario d'Italia | Klagenfurt |      |
| Consolato Onorario d'Italia | Linz       |      |
| Consolato Onorario d'Italia | Innsbruck  |      |
| Consolato Onorario d'Italia | Salisburgo |      |